# Niederense
Niederense – dzielnica (Ortsteil) wiejskiej gminy Ense w powiecie Soest, w kraju związkowym Nadrenia Północna-Westfalia, w rejencji Arnsberg.

## Demografia
Według danych z 2000 roku w Niederense mieszkało 3177 mieszkańców. Liczba ta stopniowo wzrastała lub się zmniejszała; 3378 (2005), 3270 (2010), 3299 (2015), 3223 (2020). Według spisu ludności z lipca 2024 roku, w Lüttringen mieszkało 3368 mieszkańców.

## Etymologia
Nazwa dzisiejszej gminy pochodzi od rodziny rycerskiej, która mieszkała tutaj około 1200 roku.

## Historia
W 1246 został zbudowany klasztor Himmelpforten, który funkcjonował do 1840 roku. 17 maja 1943 roku budynek uległ całkowitemu zniszczeniu w wyniku tz. "Möhnekatastrophe" (Operacja Chastise).
Na terenie Niederense pochowanych jest sześć osób, które zginęły w trakcie II wojny światowej; 4 pochodziły z Niemiec, jedna z Polski i jedna z innego państwa.

### Reorganizacja gmin
W ramach reorganizacji gmin 1 lipca 1969 roku Niederense wraz z 13 innymi miejscowościami stało się częścią nowej gminy Ense.

## Edukacja
Na terenie dzielnicy Niederenese znajduje się centrum rodzinne św. Bernharda.